# 은현로
은현로(Eunhyeon-ro)는 경기도 양주시 은현면 은현2교차로에서 봉암삼거리까지 연결하는 도로이다.

## 주요 경유지
경기도
- 양주시 (은현면)

## 노선
| 이름         | 접속 노선                        | 소재지 | 소재지 | 비고 |
| ------------ | -------------------------------- | ------ | ------ | ---- |
| 은현2 교차로 | 국가지원지방도 제56호선 (화합로) | 양주시 | 은현면 |      |
| 장현사거리   | 운하로 운하로289번길             | 양주시 | 은현면 |      |
| 봉암교       |                                  | 양주시 | 은현면 |      |
| 봉암삼거리   | 지방도 제364호선 (삼육사로)      | 양주시 | 은현면 |      |

## 주요건물및 시설
- 이마트24 양주은현점 (은현로 3/선암리 512-6)
- 농협 은현농협하나로마트 (은현로 57/선암리 475-6)
- 농협 은현농협본점 (은현로 57/선암리 475-6)
- 은현면행정복지센터 (은현로 66/선암리 341-2)
- 은현119지역대 (은현로 66/선암리 341-2)
- BBQ 양주은현점 (은현로 69/선암리 475-7)
- 농협 은현농협주유소 (은현로 78/선암리 344-11)
- 세븐일레븐 양주봉암리점 (은현로 477/봉암리 169-2)
- 경동택배 양주은현봉암169영업소 (은현로 477/봉암리 169-)
- GS칼텍스 새한에너지 봉암주유소 (은현로 482/봉암리 177-1)